# Dmark
Dmark（ディーマーク）は、大阪市北区天神橋に置くテレビ番組（バラエティ・情報）を手かげている制作会社である。商号は株式会社ディーマーク。

## 沿革
- 2007年8月 - 元オフィスりぷるに所属していたディレクター・中地浩之とその他のスタッフ集団として結成し創設された。

## 所属スタッフ
- 中地浩之（代表者、チーフディレクター／オフィスりぷる⇒）
- 横田和光（プロデューサー／オフィスりぷる⇒）
- 光岡麦（ディレクター）

ほか

## 主な作品

### テレビ番組

#### 現在
- 情報ライブ ミヤネ屋（読売テレビ）
- グッと!地球便（読売テレビ）
- パピリオ（CS放送）
- なるみ・岡村の過ぎるTV（朝日放送）

#### 過去
レギュラー番組
- スタぴか! THOSE★AMAZING★KIDS!（読売テレビ）
- 食べて元気!ほらね（ABCテレビ）
- よゐこ部（毎日放送）
- 熱血!テレビ番長（毎日放送）
- 旅は道ヅレ（毎日放送）
- 関西バンザイTV まぶしいチカラ→千原ジュニアのまぶしいチカラ（毎日放送）
- わざわざ言うテレビ（テレビ大阪）

スペシャル番組
- 鳥人間コンテスト選手権大会（読売テレビ）
- 感謝!感激!カンテーレ!50年だよ おかげさまスペシャル（関西テレビ）
- ベストヒット歌謡祭（読売テレビ）
- 上沼恵美子のこんな夫婦どないしたらええねん!（読売テレビ）

### VP
- スパワールド